# إيدا ووترمان
إيدا ووترمان (بالإنجليزية: Ida Waterman) هي ممثلة أمريكية، ولدت في 10 مارس 1852 في فيلادلفيا في الولايات المتحدة، وتوفيت في 22 مايو 1941 في سينسيناتي في الولايات المتحدة.

## وصلات خارجية
- إيدا ووترمان على موقع IMDb (الإنجليزية)
- إيدا ووترمان على موقع قاعدة بيانات برودواي على الإنترنت (الإنجليزية)
- إيدا ووترمان على موقع قاعدة بيانات الفيلم (الإنجليزية)